# 魔法にかけられて2
『魔法にかけられて2』（原題：Disenchanted）は、2007年に公開された映画『魔法にかけられて』の続編として、ウォルト・ディズニー・ピクチャーズが製作し、アダム・シャンクマンが監督・共同脚本を務める、アメリカの実写／アニメーション・ミュージカル・ファンタジー・ロマンティック・コメディ映画。エイミー・アダムス、パトリック・デンプシー、ジェームズ・マースデン、イディナ・メンゼルが前作に引き続き出演し、レイチェル・コヴィーに代わってガブリエラ・バルダッキーノが出演する。また、マーヤ・ルドルフ、イヴェット・ニコール・ブラウン、ジェイマ・メイズ、オスカー・ヌニェスが本作のキャストに名を連ねている。
本作では、アラン・メンケンとスティーブン・シュワルツがソングライターとして復帰し、メンケンが再びスコアを作曲している。エイミー・アダムスは、バリー・ジョセフソン、バリー・ソネンフェルドとともに、本作のプロデューサーも務めている。本作は、Disney+独占配信映画として、2022年11月18日に公開された。

## あらすじ
幸せな日々から15年後、ジゼル、ロバート、モーガンの3人は、郊外のモンロービルにある新居に引っ越してきた。そのコミュニティを管理しているのはマルヴィナ・モンローで、彼女は一家に対して悪意に満ちた眼差しを向けていた。
問題が起きたとき、ジゼルは自分たちの生活が完璧なおとぎ話であることを願うが、その呪文が裏目に出てしまい、願いの力に憑りつかれたジゼルは優しさを失ってしまう。ジゼルは時計の針が真夜中になる前に、家族と故郷のアンダレーシア王国を急いで救わなければならなくなる。

## キャスト
（括弧内は日本語版キャスト）
- ジゼル・フィリップ - エイミー・アダムス[4]（木村聡子）
- ロバート・フィリップ - パトリック・デンプシー[4] [5]（根本泰彦）
- エドワード王子 - ジェームズ・マースデン[4] [6]（畠中洋）
- ナンシー・トレメイン - イディナ・メンゼル[4] [6]（林真里花、歌：小此木麻里）
- ロザリーン - イヴェット・ニコール・ブラウン（英語版）[4] [7]（鷄冠井美智子）
- ルビー - ジェイマ・メイズ[4] [7]（おまたかな）
- マルヴィナ・モンロー - マーヤ・ルドルフ[4] [7]（島田歌穂）
- マルヴィナの息子 - コルトン・スチュワート[8] [9]（安藤紬）
- エドガー[9] - オスカー・ヌニェス（英語版）[8]
- モーガン・フィリップ - ガブリエラ・バルダッチーノ[8] Baldacchinoは、第1作目のレイチェル・コヴィー（英語版）に代わって登場する。（田中なずな、幼い：安藤紬）

また、役柄は非公表だが、アン・ハラダ、マイケル・マコーリー・ローズ、ジェームズ・モンロー・イグルハートも出演している。

## 製作

### 企画開発
2010年2月、Variety誌は、ウォルト・ディズニー・ピクチャーズが、バリー・ジョセフソンとバリー・ソネンフェルドが再びプロデュースする『魔法にかけられて』（2007年）の続編の撮影を企画していると報じた。それによると、ジェシー・ネルソンが脚本を担当し、アン・フレッチャーが監督することになっていた。ディズニー側は、1作目のキャストが戻ってくることを期待し、早ければ2011年の公開を目指していた。

2011年1月12日、作曲家のアラン・メンケンはインタビューで続編について尋ねられ、次のように答えている。
「噂は聞いていますが、まだ何もありません。それがどうなっているのかもあまり知りません。正直なところ、スタジオが次に何をしたいのかさえわかりません。私が携わるプロジェクトは今後もあると思います。私はこの仕事が大好きです。本当にそうです。でも、そのうちの一つでなくても不満はありません。今、私はたくさんの舞台があり、それだけで十分に忙しいので、これ以上の仕事は必要ないのです」と。
Later that year, on March 28, James Marsden, who played Prince Edward in Enchanted, was asked about the sequel.
I don't know. I think that the clock is ticking on that one. Amy Adams and I are both saying, "If there's going to be a sequel, we're not getting any younger." Since we play sort of ageless animated characters. Hopefully we do. That was something really special and I'd love to come back and do another. I've heard the same things you've heard. There's a script out there somewhere and there's talk of it, but I never believe it until I see the script and learned we're making that film. So I don't know. Too many eggs in that basket.
2014年7月までに、ディズニーは脚本家のJ・デビッド・ステムとデヴィッド・N・ワイスを採用して続編の脚本を書かせ、さらにフレッチャーを監督に起用した。2016年10月、ハリウッド・リポーター誌は、アダム・シャンクマンが『Disenchanted』というタイトルの続編の監督交渉に入ったこと、エイミー・アダムスが再びジゼルを演じること、2017年夏に撮影を開始する予定であることを報じた。2018年1月、シャンクマンは、続編の脚本は2～3週間以内に完成し、次のステップは音楽を書き上げることだと述べた。彼はまた、この映画ではオリジナルよりも多くの曲を収録するが、アニメーションの量は同じだとも述べている。
2019年5月21日、メンケンは、脚本家たちが未だに"脚本の修正を繰り返している"ため、その時点ではディズニー側からゴーサインが出ていないと述べた。2020年2月28日、シュワルツは、本作に関するミーティングがロンドンで行われたと述べ、シャンクマンが本作の脚本家を兼任することを明らかにした。
2020年12月、ディズニー・インベスター・デイにおいて、ディズニー・スタジオの製作担当プレジデントであるショーン・ベイリーが、続編製作を正式に発表した。伝えられるところによると、14年ぶりに続編製作が許可されたのは、このプロジェクトに最も新しく参加した脚本家であるブリジット・ヘイルズが執筆した作品のおかげとのことである。

### キャスティング
ディズニー・インベスター・デイのイベントでは、エイミー・アダムスがジゼル役で復帰することが発表された。その後、2020年12月には、パトリック・デンプシーがロバート・フィリップ役で復帰することが発表された。デンプシーは、2021年1月初旬、情報番組「グッド・モーニング・アメリカ」のインタビューでこのニュースを認めた 。（4月下旬のVariety誌のインタビューで、デンプシーは歌を歌うことも明らかにした）。2021年3月、作曲家のアラン・メンケンは、ジェームズ・マースデンとイディナ・メンゼルも、それぞれエドワード王子とナンシー・トレメイン役で復帰することを認めた。
2021年4月には、マーヤ・ルドルフ、イヴェット・ニコール・ブラウン、ジェイマ・メイズが新しいキャラクターとしてキャストに加わった。ルドルフは続編において中心的な敵役を演じると報じられた一方で、ブラウンとメイズも悪役を演じる可能性がある。
2021年5月17日、ディズニーはツイッターを通じて、ガブリエラ・バルダッチーノがモーガン・フィリップ役で出演し、新キャストとしてコルトン・スチュワートとオスカー・ヌニェスが加わることを発表した。Baldacchinoは、前作でモーガンを演じたレイチェル・コヴィーの後任となる。

### プリプロダクション
2020年3月、『Disenchanted』はプリプロダクションに入り、シャンクマンが監督を務めることは変わらず決まっていた。 COVID-19のパンデミックのため、本作のプリプロダクションはリモートで行われた。2020年12月、ディズニーが本作の脚本を担当させるために、ブリゲット・ヘイルズ、リチャード・ラグラヴェネーズ、スコット・ノイスタッター、マイケル・H・ウェバーを起用したことが明らかになった。2021年1月、パトリック・デンプシーが「グッド・モーニング・アメリカ」で、その年の春に製作を開始する計画があることを語った 。

### 撮影
以前は、2021年5月3日にカリフォルニア州ロサンゼルスで主要撮影を開始する予定であった。
2021年4月23日、夏にアイルランド島で撮影を開始し、8月には撮影終了するというスケジュールであることが報じられた。また、映画の一部はエニスケリーで撮影される予定で、2021年5月1日の時点でセットが建設され、他にもウィックローやダブリンなどが予定されていた。2021年5月6日、エイミー・アダムスはInstagramで、本作の撮影を開始するためにアイルランドに到着したことを認めた。撮影は2021年5月17日に正式に開始された 。2021年7月8日、ジェームズ・マースデンとイディナ・メンゼルが、それぞれエドワード王子とナンシー・トレメイン役を演じるために、アイルランドのダブリンに到着した。そして、アイルランドでの撮影は2021年7月22日に終了した。

## 音楽
2018年3月、監督のアダム・シャンクマンは、アラン・メンケンとスティーブン・シュワルツが前作から続投し、続編の曲を書くことを明らかにした。2020年3月、メンケンは、本作の音楽制作に取り組み始めたことを明らかにした。また、2020年4月、メンケンは、自分とシュワルツが映画の曲を書いていると述べた。
2021年4月下旬、バラエティ誌のインタビューで、パトリック・デンプシーは映画内で自らが歌うことを明らかにした。2021年5月、シュワルツは、前作での歌がカットされたメンゼル演じるナンシーの2曲を含む、7曲の歌とリプライズを用意すると述べた。

## 公開
本作は、2022年後半にDisney+で独占配信されることになっている。2022年9月9日（現地時間）にアメリカ合衆国カリフォルニア州アナハイムにて行われたファン向けイベント「D23 Expo 2022」において、2022年11月24日に配信公開することを発表した。その後、同年10月19日に配信開始日を6日前倒しさせ、同年11月18日から配信公開することを発表した。